# Freckleben
Freckleben es un barrio de la ciudad de Aschersleben en Salzland en Sajonia-Anhalt.

## Lugares de interés

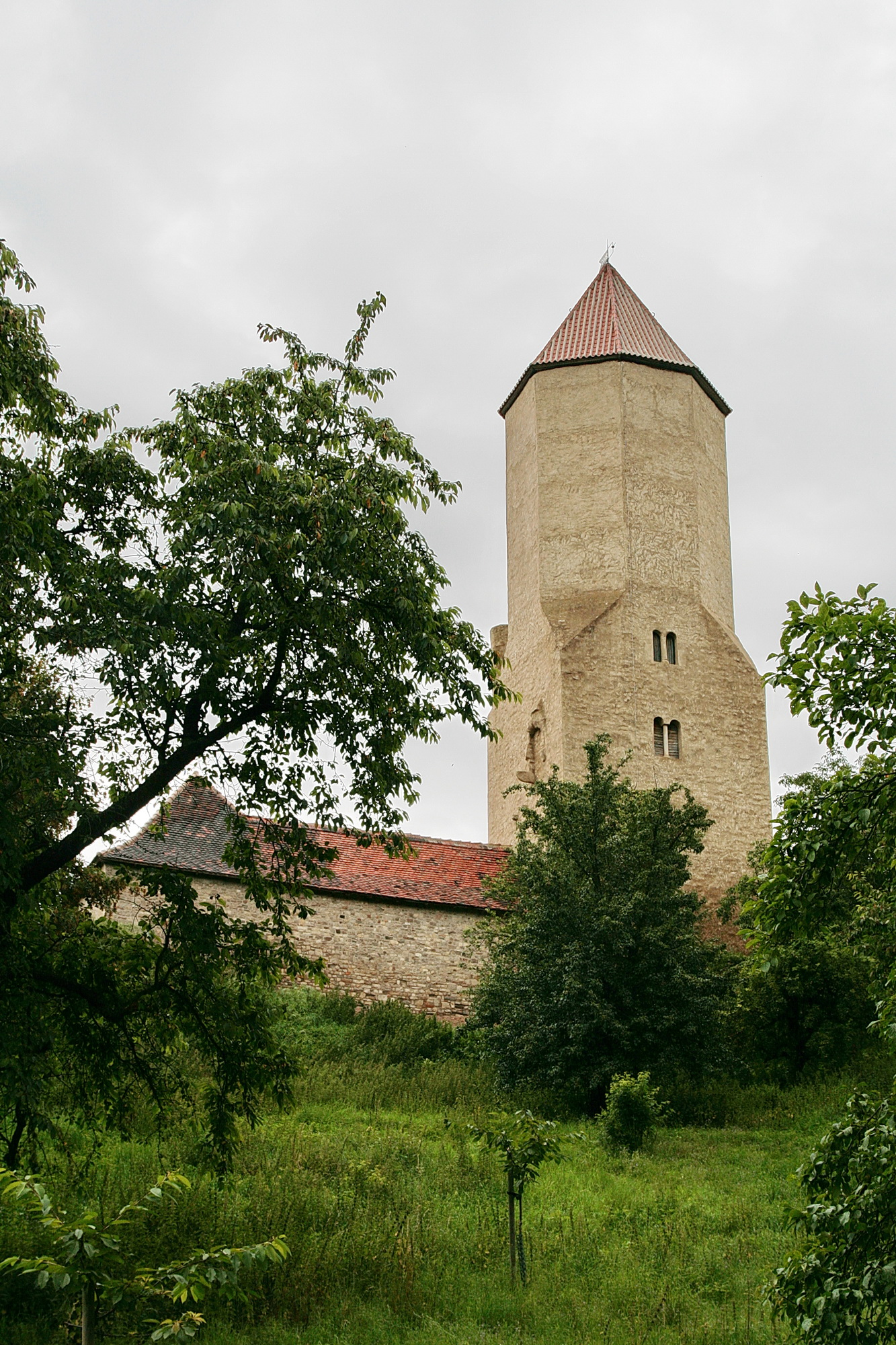
Castillo
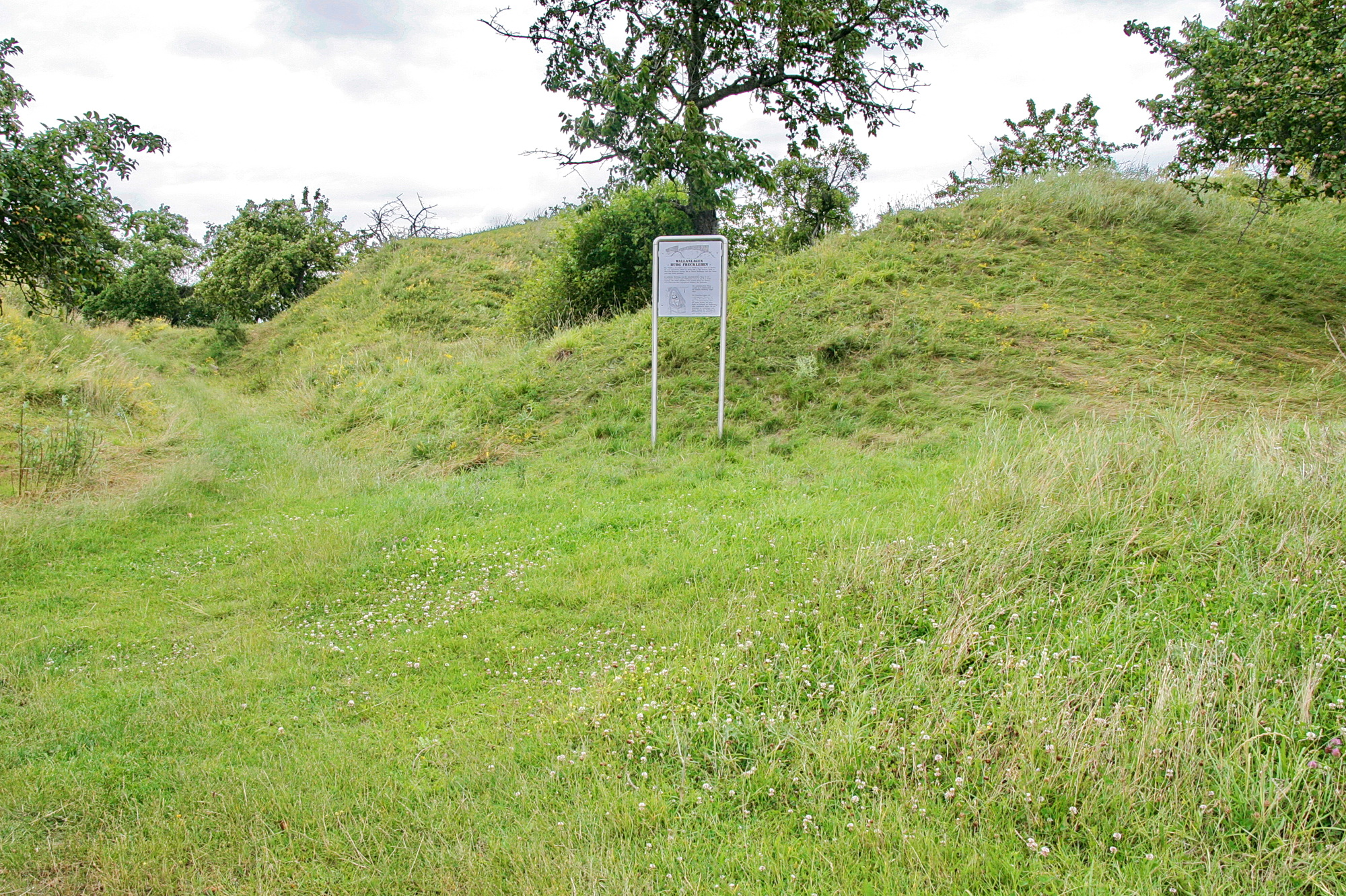
Antiguas murallas
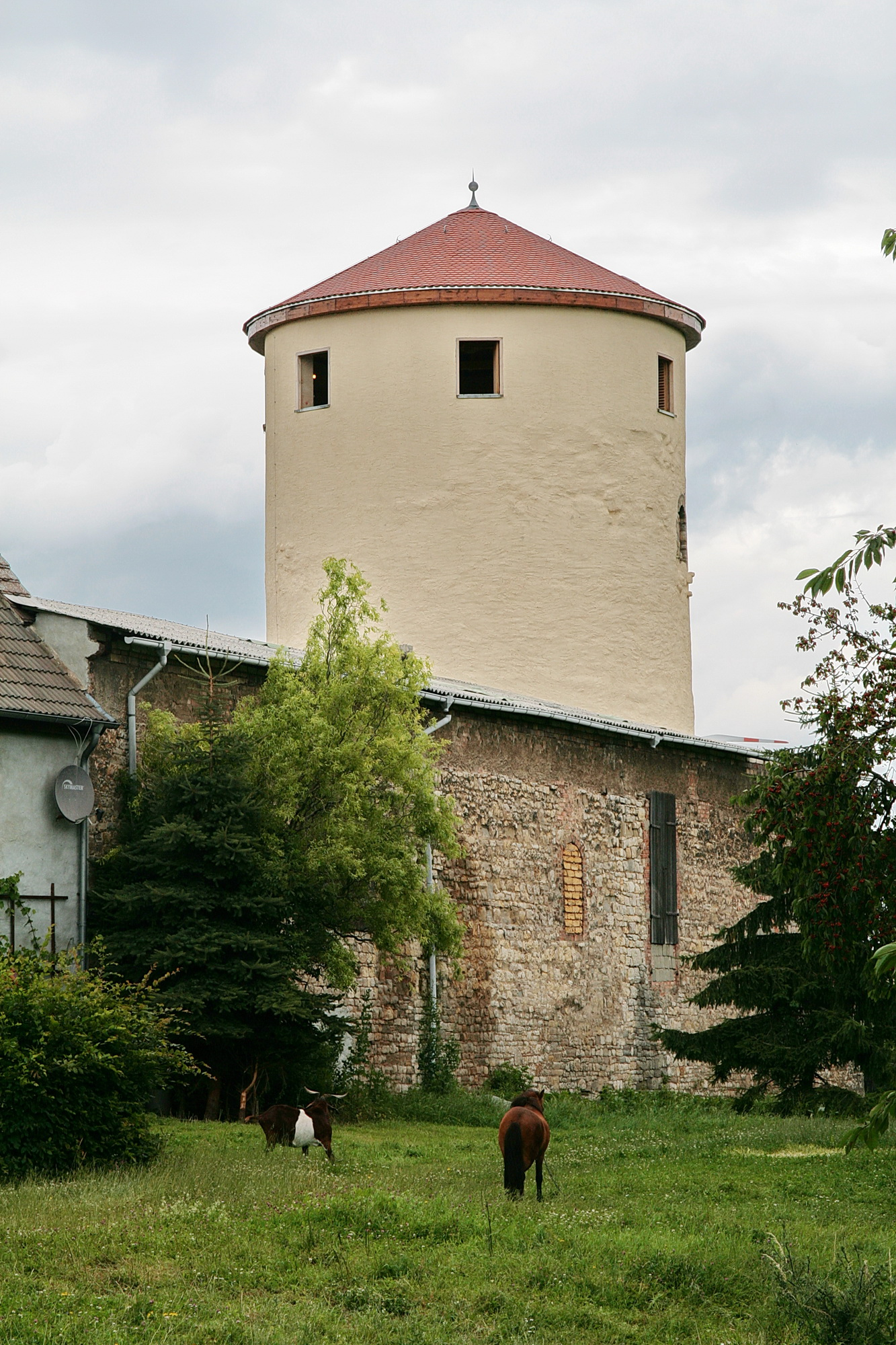
Torre del Castillo